# Shannon MacMillan

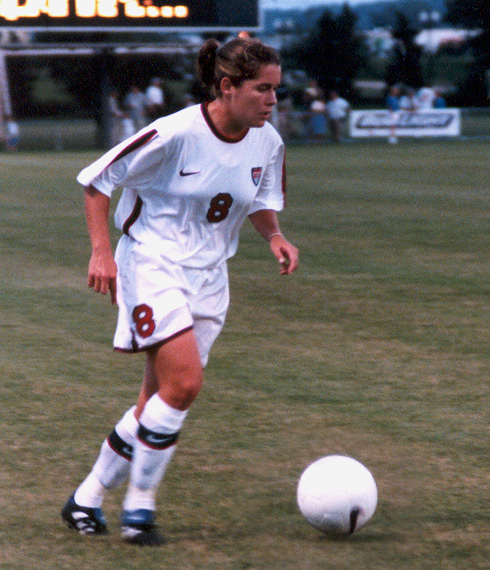
Shannon MacMillan

Shannon Ann MacMillan (* 7. Oktober 1974 in Syosset) ist eine ehemalige US-amerikanische Fußballspielerin. Sie war eine Stürmerin und ist heute als Trainerin tätig.

## Werdegang
Sie begann ihre Karriere an der San Pasqual High School in Escondido (Kalifornien). Während ihrer Zeit an der University of Portland debütierte sie 1994 in der US-Nationalmannschaft. 1995 wurde sie mit der Hermann Trophy als beste Collgesportlerin des Jahres ausgezeichnet.
Sie nahm 1995, 1999 und 2003 an der Weltmeisterschaft teil. Bei der WM 1999 im eigenen Land wurde sie Weltmeisterin während ihre Mannschaft 1995 und 2003 jeweils den dritten Platz belegte. Ferner nahm sie an den Olympischen Spielen 1996 und 2000 teil. 1996 sicherte sie im Halbfinale gegen Norwegen per Golden Goal ihrer Mannschaft einen Platz im Finale. Dort erzielte sie gegen China den Führungstreffer zum 1:0. Das Spiel konnte ihre Mannschaft mit 2:1 gewinnen und holte damit die Goldmedaille.
Im Februar 1999 spielte sie aus Anlass der Auslosung der Gruppen der WM 1999 mit der Nationalmannschaft gegen eine FIFA-Weltauswahl. Das Spiel wird aber nicht als offizielles Länderspiel gezählt.
Zwischen 2001 und 2003 spielte sie für San Diego Spirit in der Profiliga WUSA. Im Jahre 2002 wurde sie zur Fußballerin des Jahres in den USA gewählt. Bis zu ihrem Karriereende im Jahre 2006 absolvierte sie 177 Länderspiele und erzielte dabei 60 Tore. Dabei wurde die Zahl erst im August 2016 auf 177 Spiele gestellt, nachdem der US-Verband bei der Überprüfung seiner Statistik auf zwei im Januar 1995 durchgeführte Länderspiele gestoßen war, die bis dahin nicht berücksichtigt wurden und in denen sie einen Einsatz hatte.  In einigen noch nicht aktualisierten Statistiken wird sie daher noch mit 176 Länderspielen geführt.
Von Juli 2007 bis 2008 war sie Co-Trainerin der Frauenmannschaft der UCLA. 2009 wechselte sie zu den Del Mar Carmel Valley Sharks.